# 狼よさらば 地獄のリベンジャー
『狼よさらば 地獄のリベンジャー』 (Death Wish V: The Face of Death) は、1994年公開のアメリカ映画。『狼よさらば』『ロサンゼルス』『スーパー・マグナム』『バトルガンM‐16』からの続編である本作はDeath Wishシリーズ全五作の最終作にあたる。主演はチャールズ・ブロンソン。

## ストーリー
設計士ポール・カージーは、犯罪によって大切な人々を失い、犯罪者を自らの手で処刑する自警団となった過去を持つ男。カージーはニューヨークで新たな婚約者と穏やかな日々を過ごしていた。しかし、婚約者の前夫は非道なマフィアであった。マフィアは彼女を金儲けに利用しておいて用済みになるや手下に襲わせて顔面に重傷を負わせた。カージーは知人の検事に婚約者の保護を依頼するが、検察には内通者がいたため、彼女は殺害され遺された娘も拉致されてしまう。婚約者の復讐を果たし彼女の娘を救出すべくカージーは再び自警団となってマフィアに挑む。

## キャスト
| 役名                     | 俳優                   | 日本語吹替                                                                                  |
| 役名                     | 俳優                   | テレビ東京版 （追加録音部分）                                                               |
| ------------------------ | ---------------------- | ------------------------------------------------------------------------------------------- |
| ポール・カージー         | チャールズ・ブロンソン | 大塚周夫 （稲葉実）                                                                         |
| オリヴィア・リージェント | レスリー＝アン・ダウン | 弥永和子                                                                                    |
| トミー・オシェイ         | マイケル・パークス     | 池田勝                                                                                      |
| サル                     | チャック・シャマタ     | 筈見純                                                                                      |
| チキー・パコーニ         | ケビン・ランド         | 仲野裕                                                                                      |
| フレディ                 | ロバート・ジョイ       | 大滝進矢                                                                                    |
| ブライアン・ボイル検事   | ソウル・ルビネック     | 菅生隆之                                                                                    |
| ヘクター・ヴァスケス     | ミゲル・サンドバル     | 福田信昭                                                                                    |
| ミッキー・キング         | ケネス・ウェルシュ     | 江角英明                                                                                    |
| ビッグ・アル             | ジェファーソン・マピン | 小関一                                                                                      |
| フランキー               | スコット・スピデル     | 天田益男                                                                                    |
| 役不明又はその他         |                        | 渡辺美佐 秋元千賀子 横尾まり 藤生聖子 石井康嗣 小野英昭 中村雄一 湯屋敦子 本井えみ 室園丈裕 |
|                          |                        |                                                                                             |
| 演出                     |                        | 清水勝則                                                                                    |
| 翻訳                     |                        | 久保喜昭 （木田雅子）                                                                       |
| 調整                     |                        | 佃安夫                                                                                      |
| 効果                     |                        | 南部満治                                                                                    |
| 制作                     |                        | ザック・プロモーション                                                                      |
| 初回放送                 |                        | 1996年6月27日 『木曜洋画劇場』                                                              |

カット部分を追加録音した「吹替補完版」が2021年3月18日にWOWOWで放送された。

## 補足
主演のチャールズ・ブロンソンは1990年に愛妻ジル・アイアランドを乳がんで亡くしたため俳優を引退をしたが、今作に復帰し「狼よさらばシリーズ」の最終作を飾った。（また主演映画作品としても最後の作品だが、後にドラマでは「Family of Cops」シリーズ3作に主演）本作は日本では劇場公開されず、ビデオストレート作品。その際のタイトルは「DEATH WISH／キング・オブ・リベンジ」